# As Sogn
As Sogn er et sogn i Hedensted Provsti (Haderslev Stift).
I 1800-tallet var Klakring Sogn anneks til As Sogn. Begge sogne hørte til Bjerre Herred i Vejle Amt. As-Klakring sognekommune blev ved kommunalreformen i 1970 indlemmet i Juelsminde Kommune, der ved strukturreformen i 2007 indgik i Hedensted Kommune.
I As Sogn ligger As Kirke.
I sognet findes følgende autoriserede stednavne:
- As Hede (bebyggelse)
- As Hoved (areal)
- As Ore (bebyggelse)
- As Strandby (bebyggelse)
- As Vig (bebyggelse, vandareal)
- Asløkke (bebyggelse)
- Bøgehoved (areal)
- Haulykke (bebyggelse)
- Hosby (bebyggelse)
- Hvillerup (bebyggelse)
- Kirkholm (bebyggelse, ejerlav)
- Kirkholm Strandby (bebyggelse)
- Overby (bebyggelse)
- Palsgård (ejerlav, landbrugsejendom)
- Sandbjerg Vig (vandareal)
- Skovhuse (bebyggelse)
- Sønderhåb (bebyggelse)